# Max Johnston
Max Johnston est un auteur-compositeur et multi-instrumentiste américain connu pour jouer du fiddle, du dobro, du banjo et de la mandoline avec les groupes Uncle Tupelo, Wilco et plus récemment The Gourds. Il est le frère cadet de l'auteur-compositeur-interprète Michelle Shocked avec qui il joue de temps à autre.

## Carrière
Johnston commence à jouer avec Uncle Tupelo à l'automne 1992 pendant la tournée Arkansas Traveler Review tour. Le groupe joue alors en première partie de concerts réunissant The Band, Taj Mahal et la vedette Michelle Shocked. Bien que la tournée s'arrête après seulement quelques dates, Johnston continue à jouer avec Uncle Tupelo occasionnellement d'abord puis en tant que membre à part entière. Il participe à l'enregistrement du dernier album du groupe Anodyne.
Après le départ de Jay Farrar en mai 1994, les membres restants forment un nouveau groupe. C'est ainsi que Johnston, Ken Coomer et John Stirratt forment le groupe Wilco derrière leur leader Jeff Tweedy. Johnston quitte Wilco juste après la sortie de leur second album, Being There, en 1996 pour former son propre groupe, The Pony Stars, et part en tournée avec sa sœur, Michelle Shocked. Certains éléments suggèrent que Johnston est expulsé du groupe par les autres membres. Johnston passe brièvement dans le groupe Freakwater originaire de Louisville dans le Kentucky et aide l'auteur-compositeur-interprète Steve Forbert avant de prendre en 1999 la place qu'il a actuellement avec The Gourds.
The Gourds offre une place à Johnston qu'il accepte immédiatement après avoir participé au tremplin South by Southwest avec le groupe. Après des années passées dans l'ombre de grands auteurs-compositeurs (Jay Farrar, Jeff Tweedy, Michelle Shocked et Catherine Irwin), Johnston prend enfin une place importante dans un groupe. Il déclare : « Dans ce groupe j'ai une voix. Avec Uncle Tupelo c'était un peu " Wow, je suis membre d'Uncle Tupelo " vous voyez ? Ma contribution était minime. J'ai enfin trouvé un groupe de gars qui m'écoutent, nous communiquons à un point que je n'avais encore jamais connu ». Lors de l'enregistrement du deuxième album, Johnston se prend même à chanter sur les chansons : Jesus Christ (with Signs Following) et O Rings. Johnston fait toujours partie de The Gourds dont la sortie la plus récente est Haymaker en 2009.